# 上信電鉄250形電車
上信電鉄250形電車（じょうしんでんてつ250がたでんしゃ）は、1981年（昭和56年）に登場した上信電鉄の通勤形電車である。

## 概説
上信電鉄ではモータリゼーションの進行による乗客減少に対抗して群馬県の補助を受けつつ設備の近代化を進めていたが、その終了後に行うダイヤ改正に伴うスピードアップによって主力車両の200形における基本編成である電動車（M）1両と付随車（T）1両の1M1T編成では新ダイヤに対応できなくなることから、200形の増結および旧型車の置き換えのために6000形と同時に新潟鐵工所でデハ251・デハ252の2両が製造された。

## 外観
1000形と同様の車体を持つ全金属製20メートル級の3扉車だが、6000形同様正面窓上部には補助前尾灯を追加装備している。また両形式とは異なり柔軟な運用を行うために前面貫通式の両運転台車として製造され、増解結時における連結器部分の視認性を高めるために僅かではあるが北総7000形のように運転台の窓が前傾した意匠である。また、当初は1000形や6000形と同じく前面には踏切事故対策のバンパーが備えられていた。
車体塗装は当初、アイボリー地に幕板部にオレンジ、腰板部にブラウンのラインを配置し、それらに藍色の縁取りを施したうえ運転台・車掌台の窓周りをオレンジ色に塗装した派手なものであった。なお2020年に、デハ251が再びこの初代塗装を施されている。

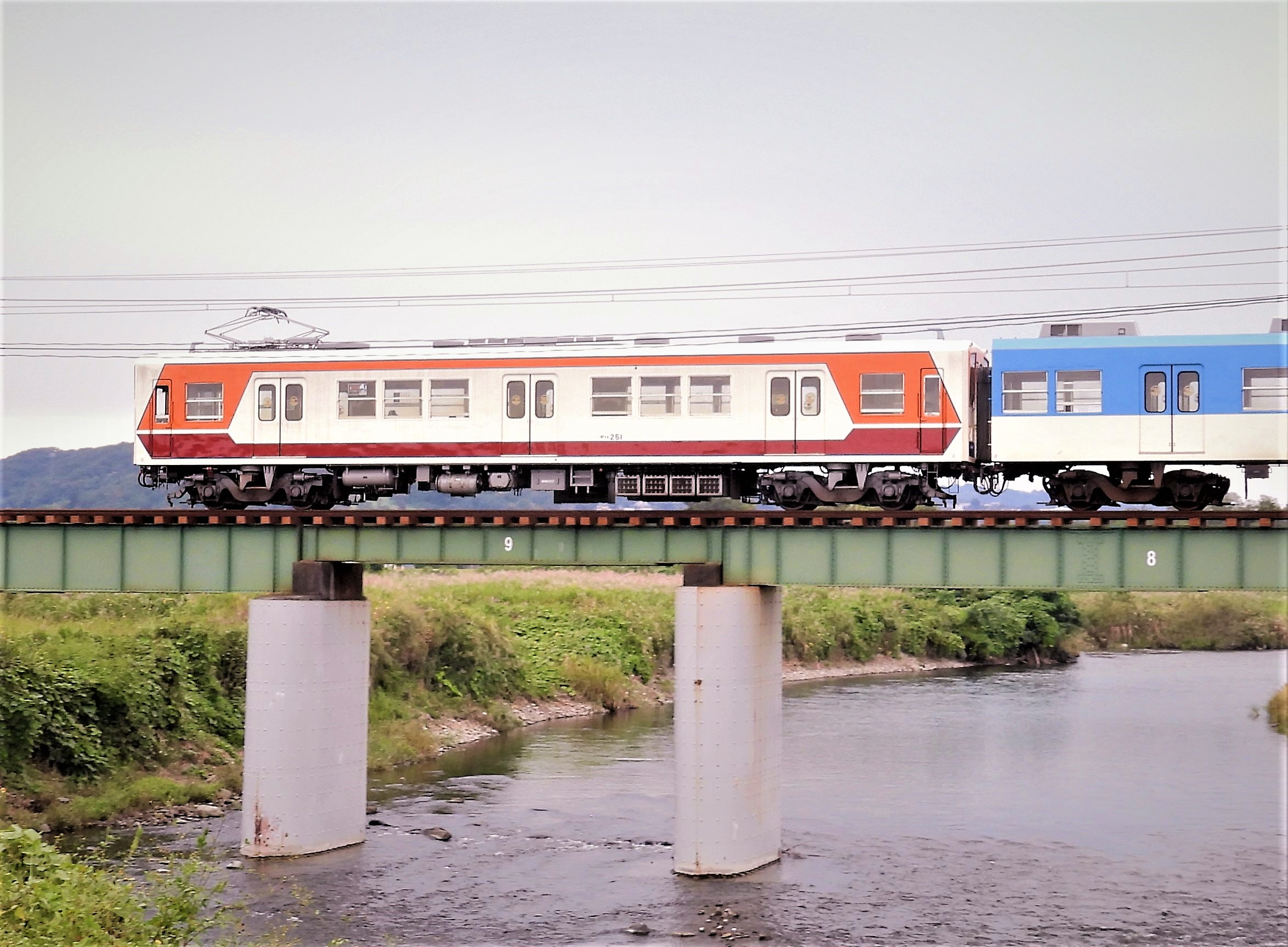
デハ251の側面 （2021年）
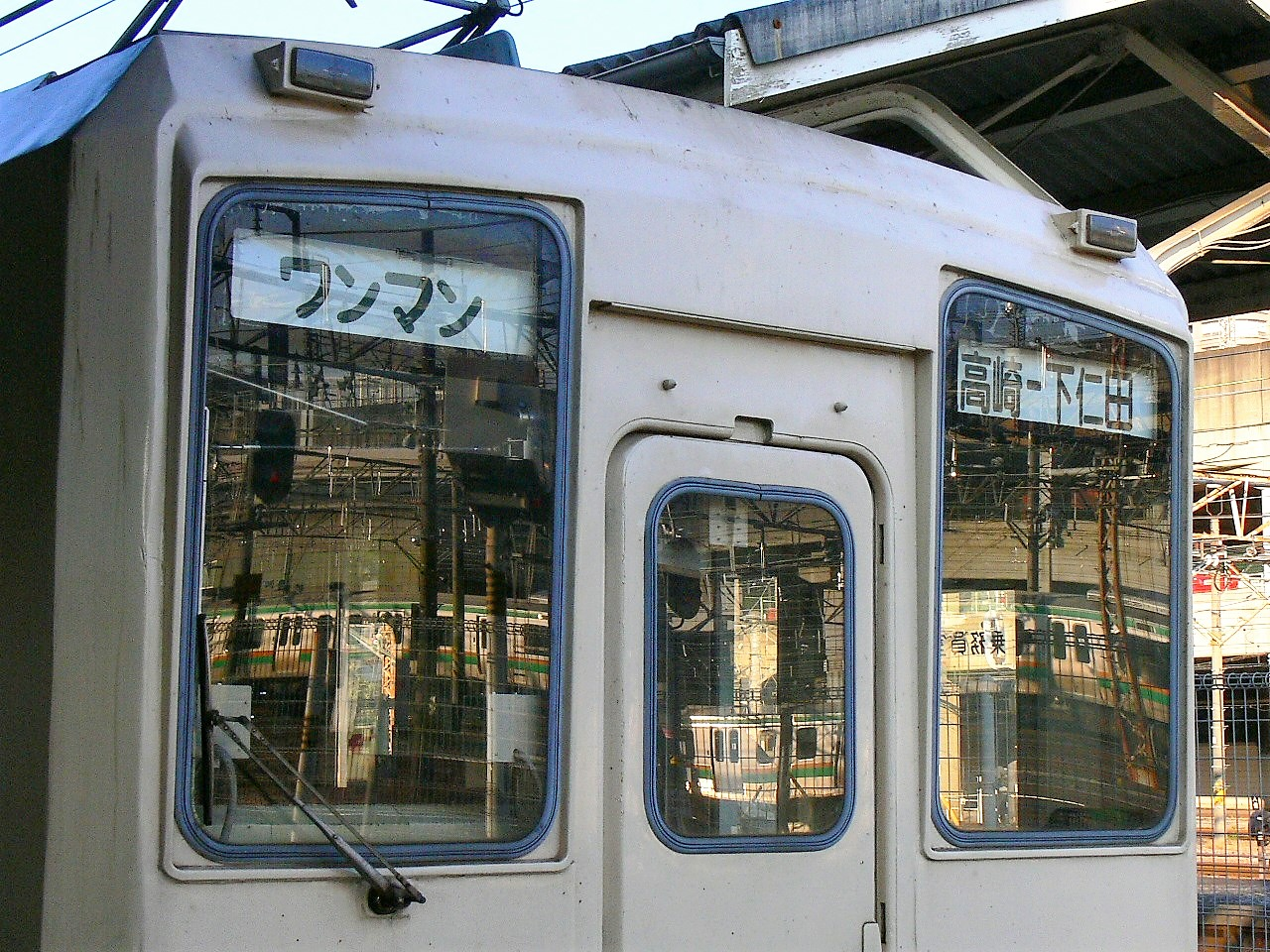
デハ252の運転台窓。僅かに前に向かって傾斜している。 （2006年）

## 車内
座席はオールロングシートであり、座席モケットは茶色をベースとした。6000形とは異なり当初非冷房車として落成したが、6000形や同様に非冷房車として落成した1000形とは異なり車内熱交換用の排気扇は設置されず、空調用には扇風機のみが七台設置されていた。また、車掌の車内巡回時のドア扱いの利便性を図って3つの内中間の客用ドア脇には車掌スイッチが設置されている。
運転席は上信電鉄の自社発注車における慣例に従って進行方向右側に配置されている。

## 主要機器
当初は自社でストックしている部品を出来るだけ流用して製造する計画であったが、実際に流用したのは空気圧縮機程度でほとんどの機器は新製された。

### 主制御器
6000形同様の加速度切り替え機能を設けたが、発電制動を省略した1C4M仕様の東洋電機製造製電動カム軸式ACF-H4100-781A形を搭載する。制御段数は22段（直列11段・並列8段・弱め界磁3段）である。力行のみの制御で主電動機2台を1組としたうえで、永久直列の2群に分けて直並列制御および弱め界磁制御を行う。

### マスター・コントローラー
主幹制御器はワンハンドル式の1000形や6000形とは異なり、力行のみ4ノッチとした縦軸マスコンを採用した。

### 主電動機
東洋電機製造製補極付自己通風型直流直巻電動機TDK806/4-D2を採用した。歯車比は200形と同じ84:15（5.6）であり、1000形・6000形と比べてやや高速運転向きに設定された。引張力は200形のデハ200形の3,720 kg/mよりも大きい4,000 kg/mとなっている。

### 台車
6000形と同じ住友金属工業製で軸箱支持がペデスタル式のダイレクトマウント式空気ばね台車FS395Aを採用する。基本構造は1000形のFS395と同一だが、波打車輪の採用により軽量化が図られている。連結器は増解結の省力化のために自動連結器を採用しており、200形のコイルばね台車の積空差による高さの変化に対応するために200形のものと比較して取り付け高さを10 ｍｍ低くしてある。

### ブレーキ装置
200形との併結運用を行うために、1980年代の新造車としては珍しい三菱電機製の元空気ダメ管式自動空気ブレーキ（AMAR）方式である。制御弁は在来車両に合わせてA弁とし、中継弁は保守低減の観点からJ型としたAJ作用装置を採用した。またブレーキ故障に備えて手ブレーキを装備し、操作用のハンドルは高崎側運転台の車掌席側に取り付けられている。

### 補機類
電動発電機は200形や1000形と共通の東洋電機製造製TDK362-A（出力5kVA・2相交流100V-60Hz）を搭載し、空気圧縮機は第二次世界大戦前の設計で当時としてはやや古典的なDH-25形（定格吐出量760L/min）で、前述のようにこの機器のみ自社でストックしていたものを流用した。

## 運用開始後

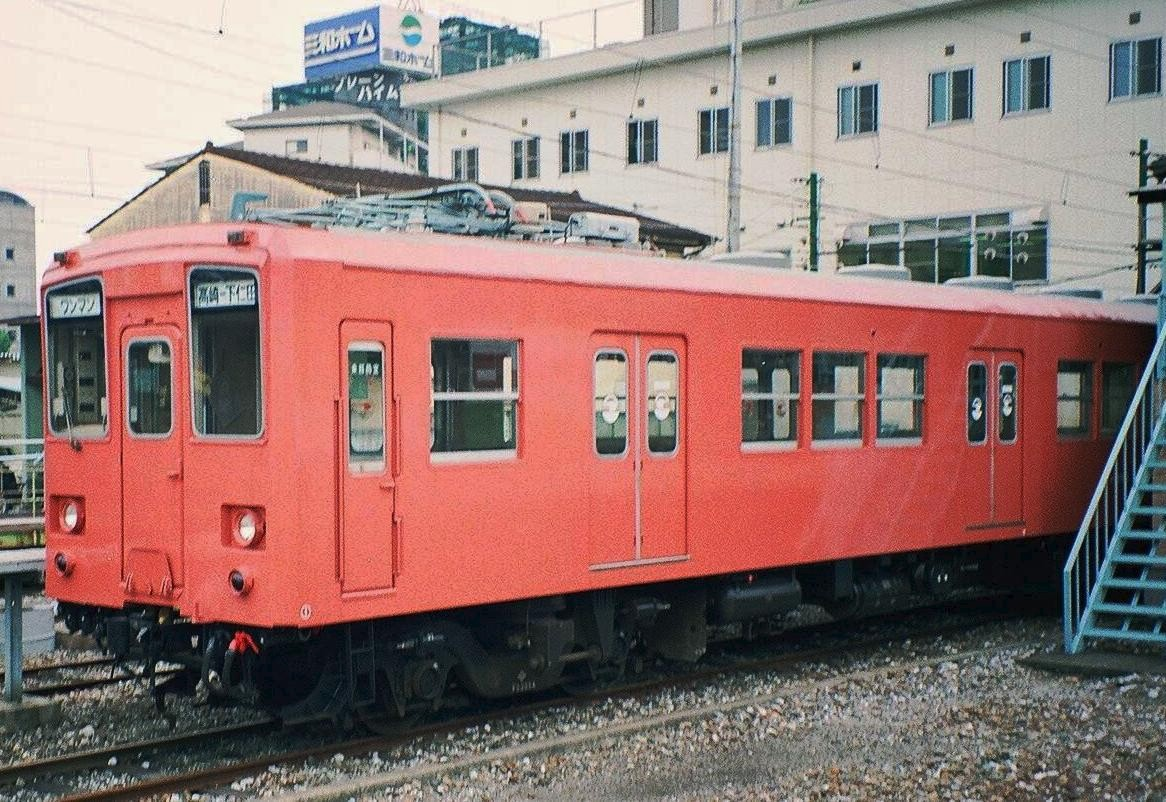
コーラルレッド塗装時代の250形
（1997年）

6000形とともに1981年5月20日付でデハ251、デハ252の2両が竣工し、同年6月から運用を開始した。これによって100形導入完了後も残存していたデハ10形、クハ20形、クハニ10形の各形式を一掃し、在来旧型車の定期運用は消滅した。また、同年11月25日には近代化事業完了後初のダイヤ改正が行われ、高崎-下仁田間の所要時間は改正前よりも10分以上短縮されることとなった。本形式は計画通り200形の増結に使用されたほか、単行にて同改正後の最優等種別である急行の運用にも使用された。
デハ251は1997年（平成9年）にクハ303と共に当時の在来非冷房車の中で最初に冷房化改造が行われ、バスタイプの床置き式のものが高崎側運転台の車掌台側直後に搭載された。デハ252は2003年に屋根上に分散式冷房装置を4基搭載する形で冷房化された。また1992年付で列車無線の取り付けが行われた他、1996年にはワンマン化のため運転台直後の座席の撤去と整理券発行機など関連機器の設置が行われた。また、本形式の特徴の一つであった可動式のバンパーは増解結の手間になるため撤去されたほか、車体塗装は1990年代には省力化で2両共にシンプルなコーラルレッド1色になった。
のちに座席モケットは両者ともに赤色のものに交換されている。

## 現状

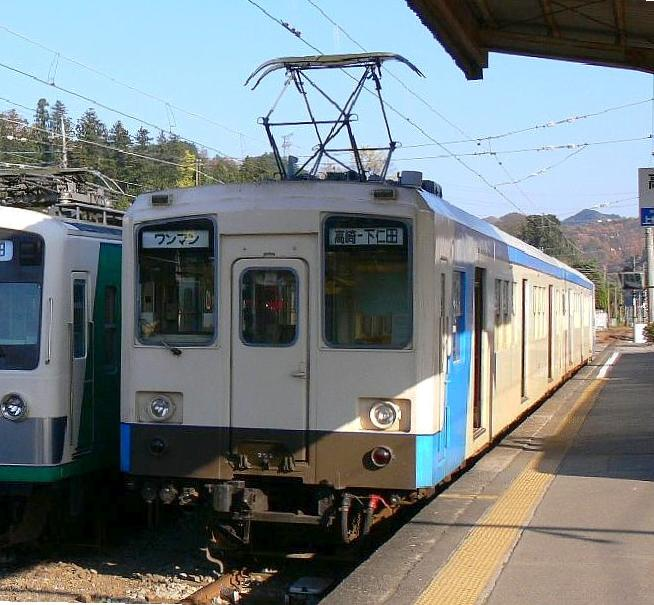
デハ252 2004年に上信電鉄標準塗装となった。（2006年）
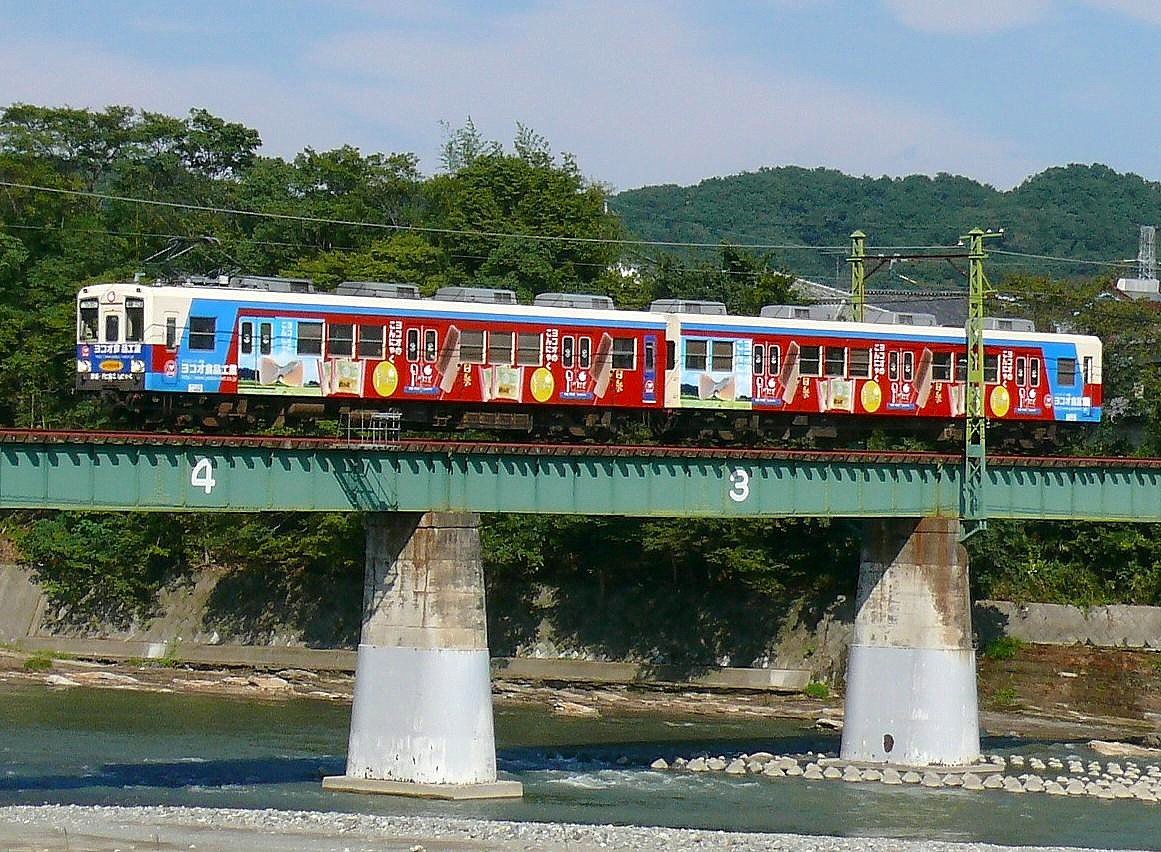
デハ252とクハ1301 「ヨコオ食品工業 ムーンラビット号」（2007年）
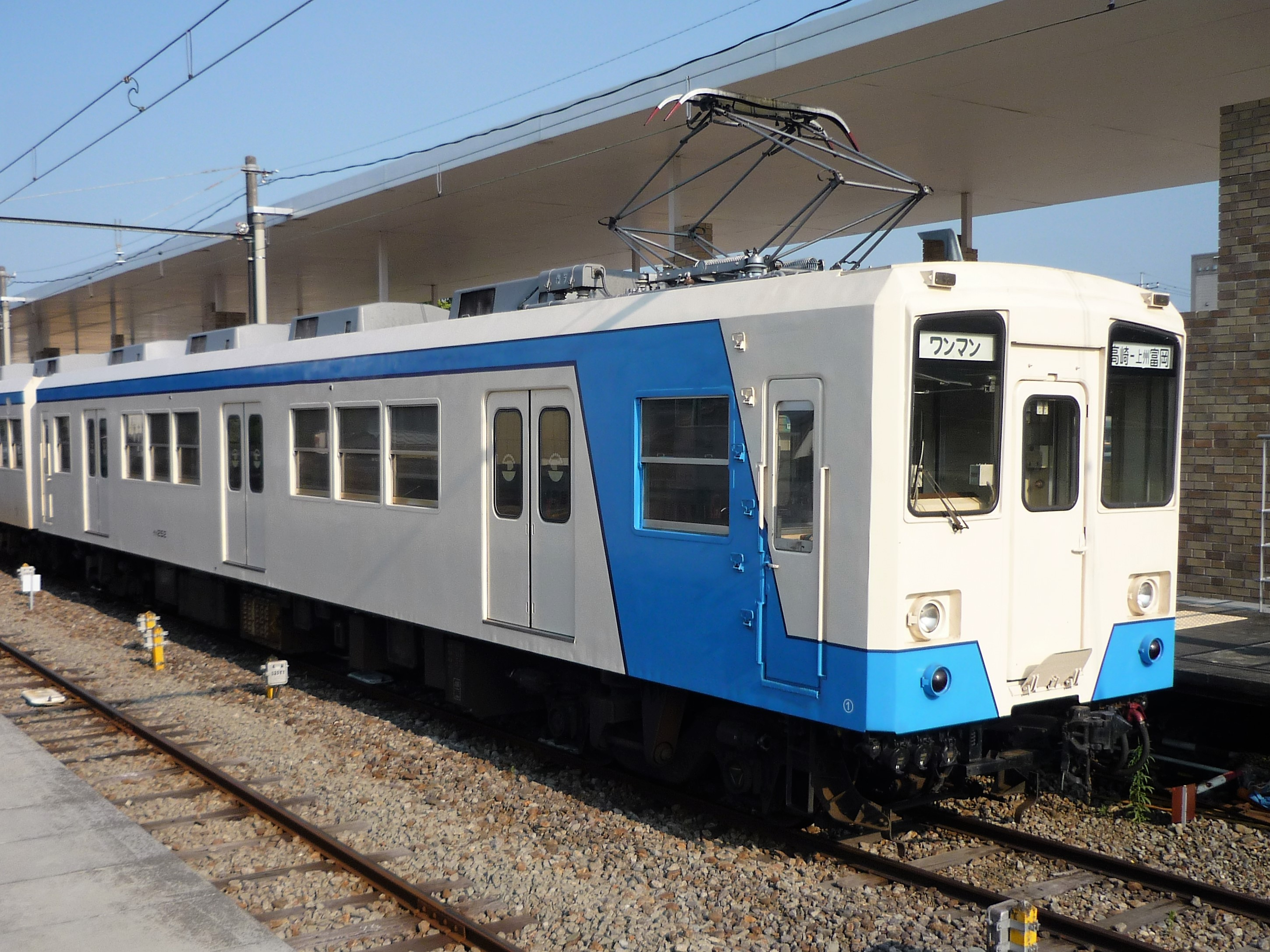
デハ252 2018年現在の塗装（2018年）
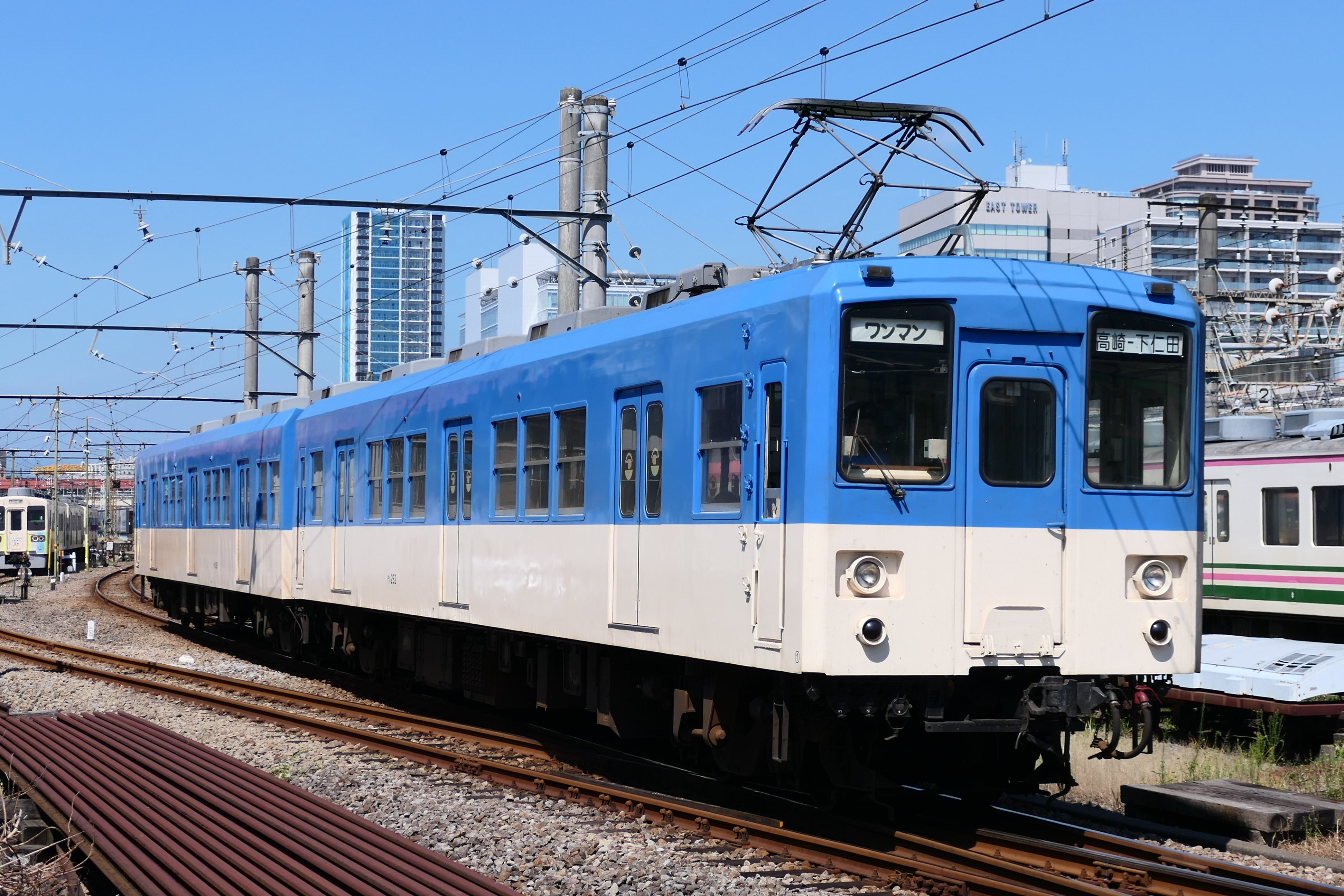
デハ252 2019年現在の塗装 （2019年）

以前は製造目的に適った増結・単行車としての運用が多かったが、2004年10月16日のダイヤ改正で営業運転が2両編成で統一され、また1996年のワンマン化・準急廃止以降はかつてのような速達性重視の運転も行われなくなったことから基本的にクハ（制御車）と2両編成を組成していたが、2020年に200形が定期運用を離脱したことで本形式と組成できる車両がクハ1301のみとなって以降、しばしばクハを連結せずにデハ251とデハ252で1編成として組成することがあり、さらに検査などで運用出来る車両が不足する時はデハ251のみ、またはデハ252のみ1両単独で運用されることがある。
デハ251
2000年から前橋市にある人形等の製造販売会社「人形処かんとう」の広告車となり、同じく「人形処かんとう」の広告が施されたクハ300形303を高崎側に連結し2両編成を組んでいた。クハ303の検査時にはデハ200形を連結して走ることもあり、その際は使用機会の少ない高崎側運転台を先頭にして営業運転に入った実績もある。
2014年2月に広告が解除され、登場時の1000形と同様の塗り分けのアイボリー地に緑の帯1本を配した塗装にクハ303共々変更された。
クハ303の営業運行からの離脱後の2020年3月に再び塗装変更が行われ、デビュー当時の塗装となった。バンパー部分は青色のダミー塗装が施されている。

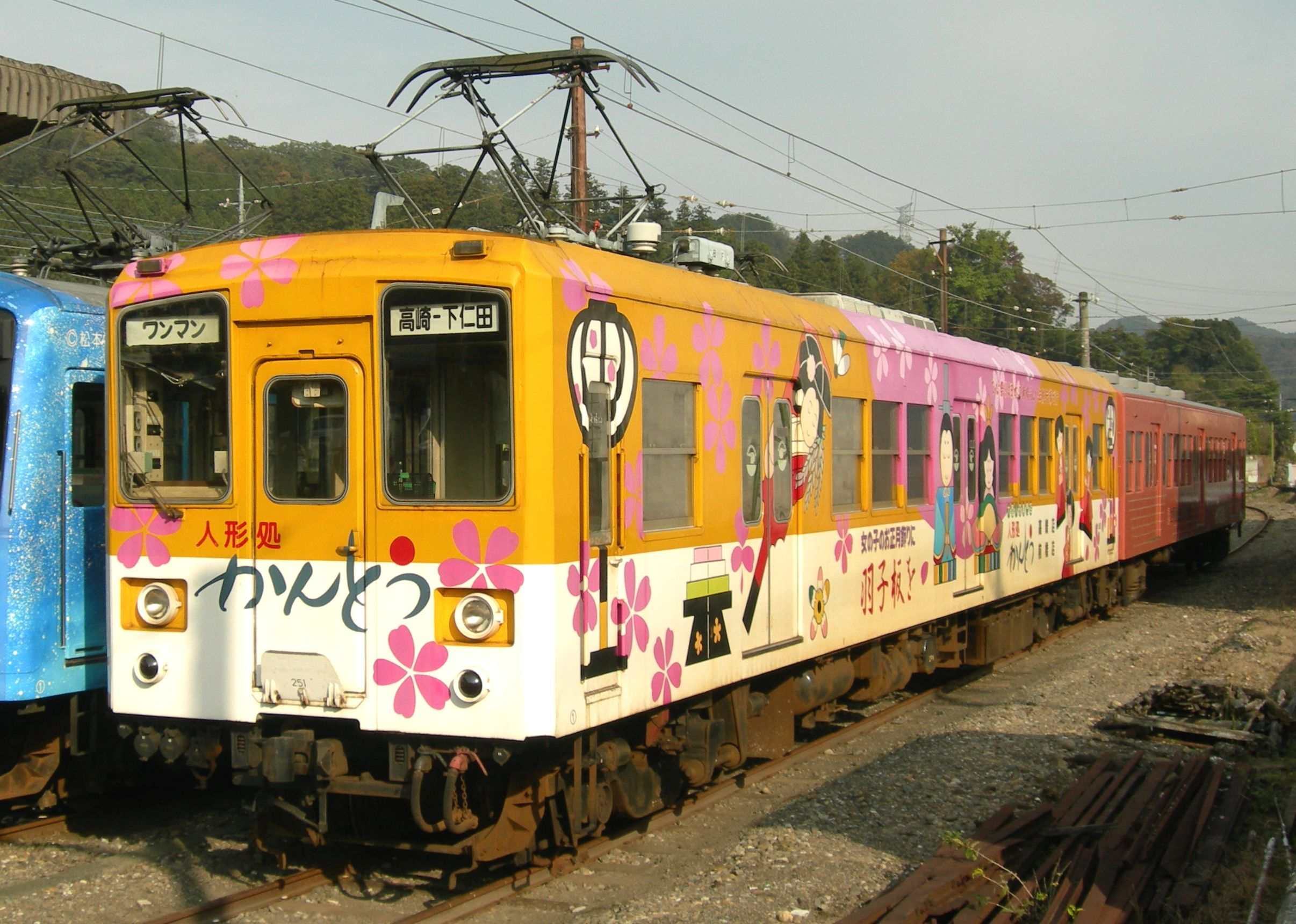
デハ251 「人形処かんとう」の広告車 （2009年）
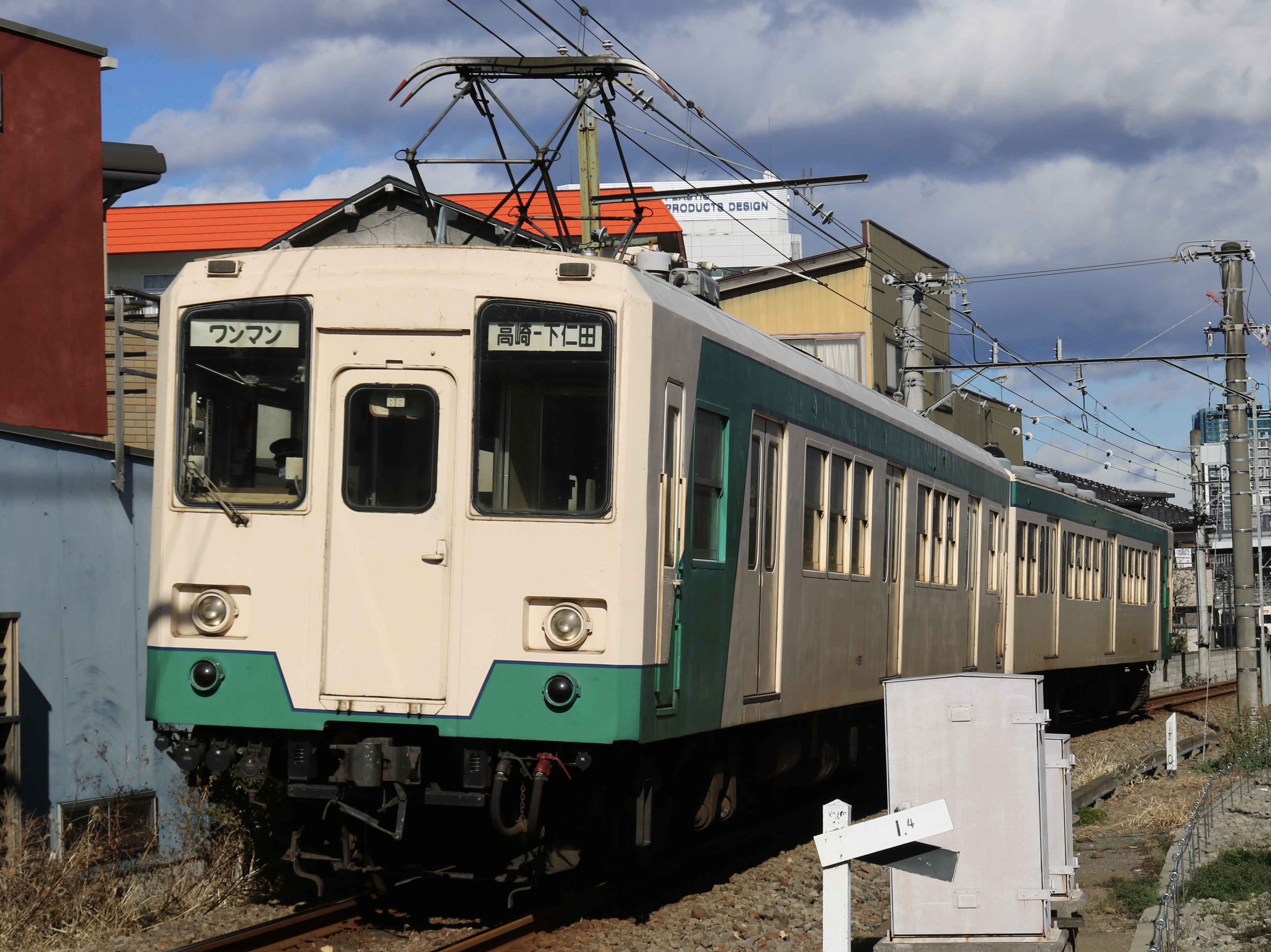
デハ251 2014年現在の塗装 （2019年）

デハ252
2001年以降は1000形の2両編成化で増結用に改造されたクハ1301と編成を組むことが多くなった。2003年に冷房化された際に事実上固定編成化され、さらに2004年には車体塗装を登場時の1000形と同様の塗り分けの、アイボリー地に幕板部に水色の帯を配したものに変更した。この際、かつてバンパーのあった部分はダミーで黒く塗装された他、高崎側運転台のワイパーが撤去されるなど実質的に片運転台車の扱いになっていたが、現在では、ワイパー、速度計、方向幕などの再設置により、デハ252のみの単独運用が再び可能となっている。
2007年にはこの塗装を生かした形で甘楽町のコンニャク食品メーカー・ヨコオ食品工業（現ヨコオデイリーフーズ）のラッピング広告車「ヨコオ食品工業 ムーンラビット号」とされた。2012年3月ごろより同社の「こんにゃく博物館」広告ラッピングとなったのち、同施設のリニューアルに伴い2014年に部分ラッピング追加で「こんにゃくパーク」広告ラッピングとなった。
2015年に広告が解除され、同時にバンパー部分のダミー塗装が省略された。
2019年に塗装変更が行われ、クハ1301とともに上半分が水色・下半分がアイボリーのツートンカラー塗装となった。
- デハ252
2004年に上信電鉄標準塗装となった。（2006年）
- デハ252とクハ1301
「ヨコオ食品工業 ムーンラビット号」（2007年）
- デハ252
2018年現在の塗装（2018年）
- デハ252 2019年現在の塗装
（2019年）